# 김경손 (고려)
김경손(金慶孫, ? ~ 1251년)은 고려 후기의 장군이자 몽골제국에 맞서 용감하게 싸워 승리한 호국 영웅이다. 평장사 김태서의 아들이자 김약선의 아우이다. 본관은 전주(全州)이다. 원종의 처삼촌이자 충렬왕의 외종조부이다.
대몽항쟁 당시 12명의 결사대를 이끌면서 귀주성에서 싸워 공을 세웠고, 나주에서는 이연년 형제의 난을 크게 무찔러 평정하였으나 거짓으로 밝혀져 추밀원부사(樞密院副使)로 전직되었다. 1249년 김약선의 아들이자 김경손의 조카인 김미(金敉)는 최항이 자신을 죽이려 한다는 소식을 듣고 김경손은 화가 미칠 것을 우려해서 최항에게 이를 밀고하여 김미가 삭방출가하고 백령도에 유배당했다.

## 생애
김경손(金慶孫)은 신라(新羅) 대보공 김알지의 후예이다. 할아버지 김봉모(金鳳毛)는 중서문하평장사 태자태부를 지냈고, 아버지 김태서(金台瑞)는 고려 고종조에 한림원학사, 문하시랑평장사(門下侍郞平章事)를 역임했다. 김약선과 김기손은 그의 형이다.
고려사에 의하면 성품이 장엄 정중하고 온화 관대하며, 지혜와 용기가 뛰어났을 뿐 아니라, 담략이 있어 집 안방 안에 있을 때에도 항상 조삼을 입고 손님을 깍듯이 대하듯 했다고 한다.
1231년(고종 18) 정주 분도장군(分道將軍)이었던 그는 몽골의 1차 침입 때 몽골군이 귀주성에 당도하자 귀주성에서 12명의 결사대를 이끌고 몽골의 대군을 크게 격파했다고 고려사는 기록한다. 서북면 귀주 병마사 박서 대장군과 함께 귀주성의 영웅이라는 칭송을 받았다.
1237년 전라도 지휘사로 재임하면서 이연년 형제의 난을 진압해 추밀원(중추원의 후신)부사가 됐다.
1249년 장군의 명망이 높아지는 것을 꺼린 실권자 최항(崔沆)의 질투심과 시기를 받아 최항의 계모 대씨의 본 남편의 아들인 오승적과 인척간이라는 이유로 백령도로 유배당했고, 2년 후인 1251년 유배지에서 바닷물에 던져져 익살되었다.
| “ | 경손은 평장사 김태서의 아들인데, 어머니 꿈에 오색 구름 사이에서 푸른색 옷을 입은 한 동자를 여러 사람이 옹위하여 품안으로 떨어뜨려 보냈다. 드디어 태기가 있어 낳았기 때문에 처음 이름을 운래(雲來)라 하였다. 머리 위에는 용의 발톱같이 생긴 뼈가 있었고, 성이 나면 수염과 머리털이 모두 일어섰다. 성품이 씩씩하고 중후하고 화평하며 여유가 있었고, 지혜와 용맹이 출중하였다. 귀주를 지키고 나주를 평정하여 그 공이 비교할 데가 없었는데, 간적(姦賊)에게 해를 당하니 사람들이 모두 슬퍼하고 안타깝게 여겼다. | ” |
|   | — 고려사 |   |

## 가계
- 고조할아버지 : 김경보(金景輔)
- 증조할아버지 : 김세린(金世麟)
- 할아버지 : 김봉모(金鳳毛)
  - 아버지 : 김태서(金台瑞)
    - 장남 : 김신(金信) : 밀직승지
    - 자부 : 판태부감 윤번(尹璠)의 딸
    - 차남 : 김혼(金琿)

## 평가
2007년 11월의 호국인물로 선정되었다.

## 김경손이 등장한 작품
- 《무신》(MBC, 2012년~2012년, 배우:김철기)

## 전기 자료
- 『고려사』 권103, 「열전」16, 김경손

## 참고 자료
- 고려사(高麗史)
- 고려사절요(高麗史節要)